# Joel Chandler Harris

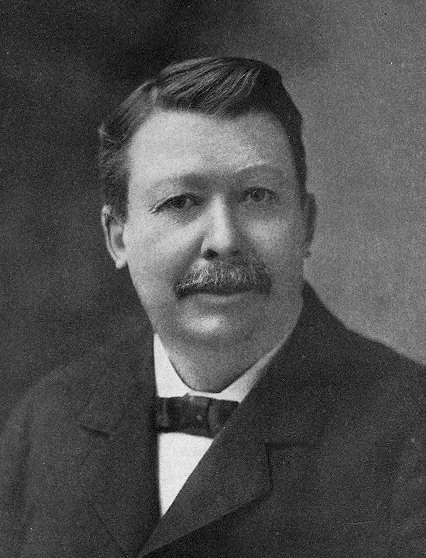
Joel Chandler Harris

Joel Chandler Harris (Eatonton, Georgia, 9 de diciembre de 1845 - Atlanta, 3 de julio de 1908) fue un periodista, folklorista y escritor estadounidense, conocido sobre todo como autor de las Uncle Remus Stories o "Historias del tío Remus", fábulas morales inspiradas en los cuentos tradicionales de los esclavos afroamericanos de su país.

## Biografía
El padre, no casado con su madre, la abandonó poco después de que el futuro escritor naciera y por tanto llevó el apellido de la madre, Mary Harris, y por nombre de pila Joel, en homenaje al médico que lo trajo al mundo, con un segundo apellido, Chandler, del tío de su madre. Otro médico prominente, Andrew Reid, dio a la familia Harris una pequeña casa de campo para vivir detrás de su mansión. Mary Harris trabajó como costurera y jardinera para sus vecinos a fin de mantenerse ella y su vástago. Era una lectora voraz e inculcó a su hijo su amor por el lenguaje: "El deseo de escribir-para expresar mis pensamientos surgió cuando oí a mi madre leer El vicario de Wakefield de Oliver Goldsmith", escribió. El Doctor Reid pagó también la matrícula de la escuela de Harris varios años y el joven destacó en lectura y escritura, aunque era conocido principalmente por su sentido del humor, sus repetidas faltas a clase, sus travesuras y sus bromas; este carácter lo ayudó a sobreponerse a la inseguridad que le causaba su condición de hijo ilegítimo, pelirrojo y de ascendencia irlandesa.
Harris pasó su adolescencia trabajando en una plantación de Eatonton y frecuentando los barrios y casas de esclavos, con los que se sentía más a gusto a causa de su condición marginal de hijo ilegítimo. Escuchaba y aprendía el dialecto afroamericano y los relatos tradicionales que luego tanto habrían de influir en su colección de Cuentos del tío Remus. De la plantación salía ocasionalmente para trabajar como cajista y tipógrafo en la imprenta del periódico The Countryman, cuyo editor, Joseph Addison Turner, le permitió leer a los clásicos ingleses y norteamericanos de su biblioteca; al poco le permitió también publicar sus poemas y artículos de humor y crítica literaria. Pasó luego la mayor parte de su vida adulta en Atlanta como periodista, defendiendo la regeneración y reconciliación nacional y racial del Sur y recogiendo muchos de los relatos afroamericanos de tradición oral, proceso en el que ayudaría además a revolucionar la literatura infantil de su tiempo.
Como Joseph Addison Turner cerró The Countryman en mayo de 1866, Joel Harris pasó como tipógrafo a The Telegraph Macon, pero lo abandonó pronto por otros periódicos donde le dejaban escribir hasta recalar como editor asociado en Savannah Morning News, el periódico de mayor circulación de Georgia. En 1872 conoció a Mary Esther LaRose, una francocanadiense de Quebec, y tras un año de noviazgo se casó con ella, en abril de 1873. En los tres años siguientes la pareja tuvo dos hijos, pero tuvieron que abandonar Savannah para evitar una epidemia de fiebre amarilla. 
En 1876, Harris aceptó un puesto en Atlanta Constitution, periódico donde permaneció los siguientes 24 años, la mayor parte de ellos asociado a otros escritores como Frank Stanton Lebby y James Whitcomb Riley. Poco después de aceptar este trabajo, comenzó a escribir una nueva serie de artículos, las "Historias del Tío Remus", a fin de "preservar para siempre los recuerdos curiosos de un período que, sin duda, será tristemente tergiversado por los historiadores venideros". Estos artículos fueron muy reimpresos y Harris fue abordado por el editor D. Appleton para que los compilase en un libro. Salió este a la venta casi al final de 1880 y resultó un éxito formidable. Y, aunque los derechos de autor fueron modestos, permitieron que Harris alguilara una casa de seis habitaciones en las afueras de Atlanta para su creciente familia, que más tarde compró, amplió y transformó. Colaboró con cuentos en revistas como Scribner's Monthly, Harper's Magazine y The Century Magazine. Durante las décadas de 1880 y de 1890 probó la novela, la literatura infantil e incluso la traducción desde el francés. Pero raramente se alejaba de su casa y de su jardín salvo para acudir al trabajo. Su esposa tuvo seis hijos más y de los nueve que llegaron a tener seis llegaron a sobrepasar la infancia. El mayor, Julian LaRose Harris, ganó un premio Pulitzer junto a su esposa Julia Collier Harris en 1926 en parte por su "enérgica lucha" contra el Ku Klux Klan. A finales de 1890, Harris sufrió serios problemas de salud derivados de su alcoholismo; se retiró del periódico Constitution en 1900 pero siguió escribiendo novelas y artículos para periódicos como The Saturday Evening Post; se negó a salir de casa para aceptar títulos honoríficos de la Universidad de Pensilvania y la de Emory. En 1905 fue elegido miembro de la Academia Americana de Artes y Letras. Sí aceptó, sin embargo, una invitación a la Casa Blanca del presidente Theodore Roosevelt. El 3 de julio de 1908 Joel Chandler Harris murió de nefritis aguda y las complicaciones sobrevenidas por su cirrosis hepática.

## Obra selecta
- Uncle Remus: His Songs and His Sayings (1880)
- Nights with Uncle Remus (1883)
- Mingo and Other Sketches in Black and White (1884)
- Free Joe and Other Georgian Sketches (1887)
- Daddy Jake, The Runaway: And Short Stories Told After Dark (1889)
- Joel Chandler Harris' Life of Henry W. Grady (1890)
- Balaam and His Master and Other Sketches and Stories (1891)
- On the Plantation: A Story of a Georgia Boy's Adventures During the War (1892)
- Uncle Remus and His Friends (1892)
- Little Mr. Thimblefinger and his Queer Country (1894)
- Mr. Rabbit at Home (1895)
- Sister Jane: Her Friends and Acquaintances (1896)
- The Story of Aaron (1896)
- Aaron in the Wildwoods (1897)
- Tales of the Home Folks in Peace and War (1898)
- The Chronicles of Aunt Minervy Ann (1899)
- Plantation Pageants (1899)
- On the Wings of Occasions (1900)
- Gabriel Tolliver (1902)
- The Making of a Statesman and Other Stories (1902)
- Wally Wanderoon and His Story-Telling Machine (1903)
- A Little Union Scout (1904)
- The Tar-Baby and Other Rhymes of Uncle Remus (1904)
- Told By Uncle Remus: New Stories of the Old Plantation (1905)
- Uncle Remus and Brer Rabbit (1907)
- Shadow Between His Shoulder Blades (1909)
- Uncle Remus and the Little Boy (1910)
- Uncle Remus Returns (1918)
- Seven Tales of Uncle Remus (1948)